# シンハライト
シンハライト（英：Sinhalite）は、日本中央競馬会 (JRA) に登録されていた競走馬である。主な勝ち鞍は2016年の優駿牝馬(GI)、ローズステークス(GII)、チューリップ賞(GIII)。
馬名は宝石名で、輝かしい成績をおさめられるようにと、母名より連想されたものである。

## 経歴

### 2015年
2015年7月、函館競馬場でのゲート試験に池添謙一騎乗で合格。その縁が元で、同年10月10日京都競馬場で池添を背にデビュー。道中3・4番手に位置取り、直線で先頭に立つとそのまま押し切り1番人気に応えた。

### 2016年
年明け初戦は1月17日の紅梅ステークス。直線で豪快な末脚を繰り出して快勝。3月5日のチューリップ賞は最後の直線でジュエラーとの接戦となったがハナ差制してデビュー3連勝となった。4月10日の桜花賞に2番人気で出走、直線早めに抜け出すもゴール前でジュエラーにかわされ、数センチ (cm) 単位のハナ差2着に敗れる。5月22日の優駿牝馬はジュエラーの骨折による回避もあり1番人気に推され、道中後方に構えて脚を溜め、直線で馬群を割って抜け出しGI初制覇を果たした。
4か月の休養を経て、ローズステークスに出走。このレースでは、桜花賞馬のジュエラーとの再対決に注目が集まった。レースでは道中中団に位置し、最後の直線で末脚を炸裂させて差し切り、前哨戦をものにした。その後、秋華賞に向けて調整されていたが、10月5日に左前浅屈腱炎が判明、9カ月以上の休養を要する見込みとなり、秋華賞への出走を断念した。
北海道安平町のノーザンファームで経過をみていたが、良化がみられず、11月16日、所属するキャロットクラブから引退が発表され、翌11月17日付で競走馬登録を抹消された。引退後はノーザンファームで繁殖牝馬となる。

## 競走成績
| 競走日     | 競馬場 | 競走名         | 格   | 距離（馬場）  | 頭 数 | 枠 番 | 馬 番 | オッズ （人気） | 着順 | タイム （上り3F） | 着差 | 騎手     | 斤量 | 1着馬（2着馬）       |
| ---------- | ------ | -------------- | ---- | ------------- | ----- | ----- | ----- | --------------- | ---- | ----------------- | ---- | -------- | ---- | -------------------- |
| 2015.10.10 | 京都   | 2歳新馬        |      | 芝1600m（良） | 15    | 6     | 10    | 002.40（1人）   | 01着 | 01:36.3（34.7）   | -0.2 | 池添謙一 | 54kg | （オウケンビリーヴ） |
| 2016.01.17 | 京都   | 紅梅S          | OP   | 芝1400m（良） | 13    | 6     | 9     | 003.00（1人）   | 01着 | 01:21.5（33.7）   | -0.0 | 池添謙一 | 54kg | （ワントゥワン）     |
| 0000.03.05 | 阪神   | チューリップ賞 | GIII | 芝1600m（良） | 16    | 6     | 11    | 005.60（2人）   | 01着 | 01:32.8（33.0）   | -0.0 | 池添謙一 | 54kg | （ジュエラー）       |
| 0000.04.10 | 阪神   | 桜花賞         | GI   | 芝1600m（良） | 18    | 6     | 12    | 004.90（2人）   | 02着 | 01:33.4（33.7）   | -0.0 | 池添謙一 | 55kg | ジュエラー           |
| 0000.05.22 | 東京   | 優駿牝馬       | GI   | 芝2400m（良） | 18    | 2     | 3     | 002.00（1人）   | 01着 | 02:25.0（33.5）   | -0.0 | 池添謙一 | 55kg | （チェッキーノ）     |
| 0000.09.18 | 阪神   | ローズS        | GII  | 芝1800m（重） | 15    | 4     | 7     | 001.60（1人）   | 01着 | 01:46.7（33.7）   | -0.0 | 池添謙一 | 54kg | （クロコスミア）     |

- 出典：競走馬成績

## 繁殖成績
|       | 生年   | 馬名               | 性 | 毛色   | 父                 | 厩舎                             | 馬主                     | 戦績            |
| ----- | ------ | ------------------ | -- | ------ | ------------------ | -------------------------------- | ------------------------ | --------------- |
| 初仔  | 2018年 | セブンサミット     | 牡 | 青鹿毛 | モーリス           | 栗東・石坂正 →栗東・西村真幸     | （有）キャロットファーム | 19戦3勝（引退） |
| 2番仔 | 2019年 | アルジュナ         | 牡 | 鹿毛   | キングカメハメハ   | 栗東・池添学                     | （有）キャロットファーム | 未出走（引退）  |
| 3番仔 | 2020年 | ダンブッラ         | 牝 | 黒鹿毛 | ロードカナロア     |                                  |                          | 未出走（繁殖）  |
| 4番仔 | 2021年 | セイロンジェムズ   | 牡 | 鹿毛   | レイデオロ         | 美浦・宮田敬介 →美浦・鈴木慎太郎 | 吉田和美                 | 6戦1勝（現役）  |
| 5番仔 | 2023年 | アランカール       | 牝 | 鹿毛   | エピファネイア     | 栗東・斉藤崇史                   | （有）キャロットファーム | 1戦1勝（現役）  |
| 6番仔 | 2024年 | シンハライトの2024 | 牝 | 黒鹿毛 | サートゥルナーリア |                                  |                          |                 |

- 2025年7月5日現在[16]

## 血統表
| シンハライトの血統              | シンハライトの血統                         | シンハライトの血統                         | （血統表の出典）                           | （血統表の出典） |
| 父系                            | サンデーサイレンス系                       | サンデーサイレンス系                       | サンデーサイレンス系                       | [ § 2 ]          |
| 父 ディープインパクト 2002 鹿毛 | 父の父*サンデーサイレンス 1986 青鹿毛      | Halo                                       | Hail to Reason                             | Hail to Reason   |
| 父 ディープインパクト 2002 鹿毛 | 父の父*サンデーサイレンス 1986 青鹿毛      | Halo                                       | Cosmah                                     |                  |
| 父 ディープインパクト 2002 鹿毛 | 父の父*サンデーサイレンス 1986 青鹿毛      | Wishing Well                               | Understanding                              | Understanding    |
| 父 ディープインパクト 2002 鹿毛 | 父の父*サンデーサイレンス 1986 青鹿毛      | Wishing Well                               | Mountain Flower                            |                  |
| 父 ディープインパクト 2002 鹿毛 | 父の母*ウインドインハーヘア 1991 鹿毛      | Alzao                                      | Lyphard                                    | Lyphard          |
| 父 ディープインパクト 2002 鹿毛 | 父の母*ウインドインハーヘア 1991 鹿毛      | Alzao                                      | Lady Rebecca                               |                  |
| 父 ディープインパクト 2002 鹿毛 | 父の母*ウインドインハーヘア 1991 鹿毛      | Burghclere                                 | Busted                                     | Busted           |
| 父 ディープインパクト 2002 鹿毛 | 父の母*ウインドインハーヘア 1991 鹿毛      | Burghclere                                 | Highclere                                  |                  |
| 母 *シンハリーズ 2002 栗毛      | 母の父Singspiel 1992 鹿毛                  | In The Wings                               | Sadler's Wells                             | Sadler's Wells   |
| 母 *シンハリーズ 2002 栗毛      | 母の父Singspiel 1992 鹿毛                  | In The Wings                               | High Hawk                                  |                  |
| 母 *シンハリーズ 2002 栗毛      | 母の父Singspiel 1992 鹿毛                  | Glorious Song                              | Halo                                       | Halo             |
| 母 *シンハリーズ 2002 栗毛      | 母の父Singspiel 1992 鹿毛                  | Glorious Song                              | Ballade                                    |                  |
| 母 *シンハリーズ 2002 栗毛      | 母の母Baize 1993 栗毛                      | Efisio                                     | Formidable                                 | Formidable       |
| 母 *シンハリーズ 2002 栗毛      | 母の母Baize 1993 栗毛                      | Efisio                                     | Eldoret                                    |                  |
| 母 *シンハリーズ 2002 栗毛      | 母の母Baize 1993 栗毛                      | Bayonne                                    | Bay Express                                | Bay Express      |
| 母 *シンハリーズ 2002 栗毛      | 母の母Baize 1993 栗毛                      | Bayonne                                    | Lambay                                     |                  |
| 母系(F-No.)                     | (FN:6-e)                                   | (FN:6-e)                                   | (FN:6-e)                                   | [ § 3 ]          |
| 5代内の近親交配                 | Halo 18.75% 3×4、Northern Dancer 6.25% 5×5 | Halo 18.75% 3×4、Northern Dancer 6.25% 5×5 | Halo 18.75% 3×4、Northern Dancer 6.25% 5×5 | [ § 4 ]          |
| 出典                            | 1. 2. 3. 4.                                | 1. 2. 3. 4.                                | 1. 2. 3. 4.                                | 1. 2. 3. 4.      |

- 母シンハリーズ（Singhalese）はデルマーオークス（米GI）優勝馬[18]。
- 全兄に2011年のラジオNIKKEI杯2歳ステークスを勝利したアダムスピークがいる[19]。
- 半姉に2016年のマーメイドステークスを勝利したリラヴァティ（父ゼンノロブロイ）がいる[20]。